# 札幌スタジアム
座標: 北緯42度58分9.5秒 東経141度25分25.1秒 / 北緯42.969306度 東経141.423639度
札幌スタジアム（さっぽろスタジアム）は、北海道札幌市清田区真栄にある野球場。1994年の完成よりサンワード貿易野球部がホームグラウンドとして使用し、2006年より一般利用が可能となった。社会人野球札幌支部予選や中学生硬式野球、また高校野球の練習試合などに使用されている。
2023年には、北海道フロンティアリーグの石狩レッドフェニックスが公式戦2試合（ダブルヘッダー）を設定し、予定通り開催された。2024年も前年同様ダブルヘッダー2試合が実施された。

## 歴史
- 1989年（平成元年） - サンワード貿易軟式野球部が発足した後、1994年にサンワードスタジアムとして完成。
- 2005年（平成17年） - シーズン終了後に同部が解散したことにより翌年より札幌スタジアムと改称された上で一般利用開始。
- 2016年（平成28年） - 一般社団法人札幌スタジアムの運営に変わり、ナイター設備が新設される[4]。

## 施設概要
- スタジアム[5]
  - 両翼：99m、中堅：122m
  - 内野：クレー舗装、外野：天然芝
  - スコアボード：BSO/HEFc表示あり
  - 照明設備：照明6灯（内野500lx　外野300lx)
  - 収容人員：約600人着席可能
  - 管理棟：本部席（放送施設あり）、審判控室、クラブハウス（更衣室）、トイレ（男女別）、手洗い場（飲料不適）、用具庫
  - 整備用具：乗用芝刈り機、トンボ、レーキ、ブラシ、水抜き用スポンジなど

- 室内練習場[6]
  - 面積：42ｍ×22ｍ×9ｍ（実際の利用面は約40ｍ×20ｍ）
  - 芝：人工芝4ロングパイル（55㎜）の人工芝で30㎜のゴムチップ
  - 照明：28灯500ルクス
  - 野球、フットサル、パークゴルフなどに利用可

## 施設利用料金
- グラウンド：90分単位[7]
  - 平日（90分）:5000円
  - 土日祭（90分）7500円
- 照明：30分単位
  - 全面（6基）：4,000円/30分
  - 内野（4基）：3,000円/30分
  - マウンド（2基）：2,000円/30分

- 室内練習場：1時間単位[6]
  - 平日 4,500円
  - 土日祝 5,500円
  - 照明代(使用する場合のみ)：全灯500円／半灯250円
  - 暖房代(使用する場合のみ)：300円（電気ストーブ１台）

## 交通
- 所在地：札幌市清田区真栄455番地
- 駐車場：約60台（大型バス可）

## 周辺施設
- 北嶺中学校・高等学校
- 札幌第一高等学校野球部練習グラウンド